# Podomitrium malaccense
Podomitrium malaccense là một loài rêu trong họ Pallaviciniaceae. Loài này được (Stephani) Campb. mô tả khoa học đầu tiên năm 1915.